# Кубок світу з біатлону 2012—2013
Кубок світу з біатлону в сезоні 2012—2013 відбувався з 24 листопада 2012 року по 17 березня 2013 року й складався з 10 етапів, включно з чемпіонатом світу в Новом-Месті.

## Національні квоти країн
Кількість біатлоністів, що беруть участь в Кубку світу від окремої національної збірної, визначаєтся згідно з місцем команди в Кубку націй у попередньому сезоні. Відповідно до результатів попереднього сезону національні команди будуть представлені наступною кількістю спортсменів:
| Місце в Кубку націй                        | Реєстрація                                 | Старт                                      | Чоловіки | Жінки | Всього |
| ------------------------------------------ | ------------------------------------------ | ------------------------------------------ | --- | --- | ------ |
| з 1 по 5                                   | 8                                          | 6                                          | Росія, Франція, Німеччина, Норвегія, Швеція                                                                                           | Росія, Німеччина, Франція, Норвегія, Білорусь                                                                         | 30     |
| з 6 по 10                                  | 7                                          | 5                                          | Чехія, Австрія, Італія, США, Україна                                                                                                  | Україна, Швеція, Польща, Словаччина, Італія                                                                           | 25     |
| з 11 по 15                                 | 6                                          | 4                                          | Словенія, Швейцарія, Білорусь, Болгарія, Словаччина                                                                                   | США, Фінляндія, Чехія, Канада, Болгарія                                                                               | 20     |
| з 16 по 20                                 | 5                                          | 3                                          | Естонія, Канада, Польща, Фінляндія, Латвія                                                                                            | Румунія, Словенія, Естонія, Казахстан, Японія                                                                         | 15     |
| з 21 по 25                                 | 4                                          | 2                                          | Японія, Казахстан, Велика Британія, Сербія, Литва                                                                                     | Австрія, Швейцарія, Литва, КНР, Південна Корея                                                                        | 10     |
| з 26 по 30                                 | 3                                          | 1                                          | КНР, Румунія, Південна Корея, Австралія, Іспанія                                                                                      | Андорра, Латвія, Велика Британія, Вірменія, Угорщина                                                                  | 5      |
| Не вийдуть на старт збірні наступних країн | Не вийдуть на старт збірні наступних країн | Не вийдуть на старт збірні наступних країн | Бельгія, Нідерланди, Туреччина, Угорщина, Хорватія, Північна Македонія, Гренландія, Боснія і Герцеговина, Молдова, Греція, Узбекистан | Нідерланди, Нова Зеландія, Іспанія, Бразилія, Молдова, Гренландія, Боснія і Герцеговина, Австралія, Туреччина, Греція |        |

## Календар
Розклад змагань Кубка світу в сезоні 2012-2013.
| Місце проведення | Дата                    | Спринт | Персьют | Мас-старт | Індив. гонка | Естафета | Змішана естафета | Детальніше      |
| ---------------- | ----------------------- | ------ | ------- | --------- | ------------ | -------- | ---------------- | --------------- |
| Естерсунд        | 24 листопада — 2 грудня | ●      | ●       |           | ●            |          | ●                | детальніше      |
| Гохфільцен       | 5—9 грудня              | ●      | ●       |           |              | ●        |                  | детальніше      |
| Поклюка          | 12—16 грудня            | ●      | ●       | ●         |              |          |                  | детальніше      |
| Обергоф          | 1—6 січня               | ●      | ●       |           |              | ●        |                  | детальніше      |
| Рупольдінг       | 8—2013 січня            | ●      |         | ●         |              | ●        |                  | детальніше      |
| Антерсельва      | 16—20 січня             | ●      | ●       |           |              | ●        |                  | детальніше      |
| Нове-Место       | 6—17 лютого             | ●      | ●       | ●         | ●            | ●        | ●                | Чемпіонат світу |
| Гольменколлен    | 27 лютого — 3 березня   | ●      | ●       | ●         |              |          |                  | детальніше      |
| Сочі             | 4—10 березня            | ●      |         |           | ●            | ●        |                  | детальніше      |
| Ханти-Мансійськ  | 11—17 березня           | ●      | ●       | ●         |              |          |                  | детальніше      |
| Загалом          | Загалом                 | 10     | 8       | 5         | 3            | 6        | 2                |                 |

## Медальний залік
| Місце  | Країна     | Золото | Срібло | Бронза | Загалом |
| ------ | ---------- | ------ | ------ | ------ | ------- |
| 1      | Норвегія   | 23     | 10     | 10     | 43      |
| 2      | Франція    | 12     | 13     | 6      | 31      |
| 3      | Росія      | 8      | 12     | 9      | 29      |
| 4      | Німеччина  | 7      | 7      | 9      | 23      |
| 5      | Чехія      | 5      | 3      | 7      | 15      |
| 6      | Білорусь   | 3      | 5      | 3      | 11      |
| 7      | Україна    | 2      | 5      | 6      | 13      |
| 8      | Словенія   | 2      | 2      | 3      | 7       |
| 9      | Австрія    | 1      | 2      | 4      | 7       |
| 10     | Словаччина | 1      | 2      | 2      | 5       |
| 11     | Польща     | 1      | 1      | 1      | 3       |
| 12     | Канада     | 1      | 0      | 0      | 1       |
| 13     | Фінляндія  | 0      | 2      | 4      | 6       |
| 14     | США        | 0      | 1      | 1      | 2       |
| 14     | Італія     | 0      | 1      | 1      | 2       |
| 16     | Швеція     | 0      | 0      | 1      | 1       |
| Всього | Всього     | 66     | 66     | 67     | 199     |

## Таблиці

### Загальний залік. Чоловіки
| Місце | Біатлоніст                 | Очки |
| ----- | -------------------------- | ---- |
|       | Мартен Фуркад (FRA)        | 1248 |
| 2     | Еміль Хегле Свендсен (NOR) | 827  |
| 3     | Домінік Ландертінгер (AUT) | 715  |

### Спринт. Чоловіки
| Місце | Біатлоніст                 | Очки |
| ----- | -------------------------- | ---- |
|       | Мартен Фуркад (FRA)        | 484  |
| 2     | Еміль Хегле Свендсен (NOR) | 315  |
| 3     | Євген Устюгов (RUS)        | 313  |

### Переслідування. Чоловіки
| Місце | Біатлоніст                 | Очки |
| ----- | -------------------------- | ---- |
|       | Мартен Фуркад (FRA)        | 388  |
| 2     | Еміль Хегле Свендсен (NOR) | 287  |
| 3     | Антон Шипулін (RUS)        | 247  |

### Мас-старт. Чоловіки
| Місце | Біатлоніст                 | Очки |
| ----- | -------------------------- | ---- |
|       | Мартен Фуркад (FRA)        | 248  |
| 2     | Еміль Хегле Свендсен (NOR) | 182  |
| 3     | Тім Берк (USA)             | 167  |

### Індивідуальна гонка
| Місце | Біатлоніст              | Очки |
| ----- | ----------------------- | ---- |
|       | Мартен Фуркад (FRA)     | 180  |
| 2     | Андреас Бірнбахер (GER) | 104  |
| 3     | Тім Берк (USA)          | 102  |

### Естафета. Чоловіки
| Місце | Країна   | Очки |
| ----- | -------- | ---- |
| 1     | Росія    | 305  |
| 2     | Норвегія | 302  |
| 3     | Франція  | 296  |

## Таблиці. Жінки

### Загальний залік. Жінки
| Місце | Біатлоністка          | Очки |
| ----- | --------------------- | ---- |
|       | Тора Бергер (NOR)     | 1234 |
| 2     | Дарія Домрачева (BLR) | 924  |
| 3     | Андреа Генкель (GER)  | 856  |

### Спринт. Жінки
| Місце | Біатлоністка          | Очки |
| ----- | --------------------- | ---- |
|       | Тура Бергер (NOR)     | 428  |
| 2     | Дарія Домрачева (BLR) | 351  |
| 3     | Андреа Генкель (GER)  | 337  |

### Переслідування. Жінки
| Місце | Біатлоністка          | Очки |
| ----- | --------------------- | ---- |
|       | Тора Бергер (NOR)     | 417  |
| 2     | Міріам Гесснер (GER)  | 279  |
| 3     | Марі Дорен Абер (FRA) | 277  |

### Мас-старт. Жінки
| Місце | Біатлоністка          | Очки |
| ----- | --------------------- | ---- |
|       | Тора Бергер (NOR)     | 262  |
| 2     | Дарія Домрачева (BLR) | 200  |
| 3     | Віта Семеренко (UKR)  | 185  |

### Індивідуальна гонка
| Місце | Біатлоністка          | Очки |
| ----- | --------------------- | ---- |
|       | Тура Бергер (NOR)     | 168  |
| 2     | Андреа Генкель (GER)  | 131  |
| 3     | Дарія Домрачева (BLR) | 122  |

### Естафета
| Місце | Країна    | Очки |
| ----- | --------- | ---- |
| 1     | Норвегія  | 314  |
| 2     | Україна   | 298  |
| 3     | Німеччина | 294  |

## Змішана естафета
| Місце | Країна   | Очки |
| ----- | -------- | ---- |
| 1     | Норвегія | 114  |
| 2     | Росія    | 98   |
| 3     | Чехія    | 96   |

## Кубок націй
| Місце | Країна    | Очки |
| ----- | --------- | ---- |
| 1     | Росія     | 7749 |
| 2     | Норвегія  | 7692 |
| 3     | Франція   | 7656 |
| 4     | Німеччина | 7227 |
| 5     | Австрія   | 6905 |
| 6     | Чехія     | 6517 |
| 7     | Швеція    | 6244 |
| 8     | Італія    | 6020 |
| 9     | Україна   | 6000 |
| 10    | США       | 5578 |

| Місце | Країна     | Очки |
| ----- | ---------- | ---- |
| 1     | Норвегія   | 7626 |
| 2     | Німеччина  | 7556 |
| 3     | Росія      | 7392 |
| 4     | Україна    | 7386 |
| 5     | Франція    | 7058 |
| 6     | Білорусь   | 6471 |
| 7     | Польща     | 6426 |
| 8     | Італія     | 6177 |
| 9     | Чехія      | 6015 |
| 10    | Словаччина | 5443 |

## Досягнення
Перша перемога на етапах Кубка світу
- Жан-Філіпп Леґеллек  (CAN), в його 6-у сезоні — на 1-у етапі Кубка світу в спринті в Естерсунді; це водночас був і його перший подіум.
- Сіннове Солемдаль (NOR), в її 5-у сезоні — на 2-у етапі Кубка світу в персьюті в Гохфільцені; це водночас був і її перший подіум
- Габріела Соукалова (CZE), в її 4-у сезоні — на 3-у етапі Кубка світу в спринті в Поклюці; це водночас був і її перший подіум.
- Міріам Гесснер (GER), в її 3-у сезоні — на 3-у етапі Кубка світу в персьютіі в Поклюці; перший подіум був в сезоні 2010-11 в спринті в Естерсунді.
- Дмитро Малишко (RUS), в його 2-у сезоні — на 4-у етапі Кубка світу в спринті в Обергофі; перший подіум був в сезоні 2011-12 в персьюті в Контіолагті.
- Олена Підгрушна (UKR), в її 7-у сезоні — на Чемпіонаті світу з біатлону в спринті в Новому Месті перший подіум був в сезоні 2012—2013 в спринті в Естерсунді.
- Ондрей Моравець (CZE), в його 9-у сезоні — на 7-у етапі Кубка світу в мас-старті в Осло; перший подіум був в сезоні 2012—2013 в персьюті в Поклюці.

Перший подіум на етапах Кубка світу
- Ерік Лессер (GER), 3 місце в його 4-у сезоні  — на 1-у етапі Кубка світу в індивідуалці в Естерсунді
- Катерина Глазиріна (RUS), 3 місце в її 3-у сезоні — на 1-у етапі Кубка світу в індивідуалці в Естерсунді
- Олена Підгрушна (UKR), 2 місце в її 7-у сезоні — на 1-у етапі Кубка світу в спринті в Естерсунді
- Надія Скардіно (BLR), 3 місце в її 7-у сезоні — на 3-у етапі Кубка світу в спринті в Поклюці
- Ондрей Моравець (CZE), 2 місце в його 9-у сезоні — на 3-у етапі Кубка світу в персьюті в Поклюці
- Вероніка Віткова (CZE), 2 місце в її 7-у сезоні — на 4-у етапі Кубка світу в персьюті в Обергофі
- Кристина Палка (POL), 2 місце в її 8-у сезоні — на Чемпіонаті світу біатлону в персьюті в Новім Месті
- Моніка Гойніш (POL), 3 місце в її 3-у сезоні — на Чемпіонаті світу біатлону в мас-старті в Новім Месті
- Олександр Логінов (RUS), 3 місце в його 1-у сезоні  — на 7-у етапі Кубка світу в персьюті в Осло
- Сергій Семенов (UKR), 3 місце в його 4-у сезоні  — на 8-у етапі Кубка світу в індивідуалці в Сочі
- Генрік л'Абе-Лунд (NOR), 3 місце в його 3-у сезоні  — на 8-у етапі Кубка світу в спринті в Сочі

Перемоги в поточному сезоні (в дужках перемоги за весь час)
- Тура Бергер (NOR), 11 (27)
- Мартен Фуркад (FRA), 10 (24)
- Габріела Соукалова (CZE), 4 (4)
- Еміль Хегле Свендсен (NOR), 3 (31)
- Дарія Домрачева (BLR), 3 (12)
- Міріам Гесснер (GER), 3 (3)
- Тар'єй Бо (NOR), 2 (8)
- Андреас Бірнбахер (GER), 2 (6)
- Антон Шипулін (RUS), 2 (4)
- Яков Фак (SLO), 2 (3)
- Дмитро Малишко (RUS), 2 (2)
- Ольга Зайцева (RUS), 1 (13)
- Крістоф Зуманн (AUT), 1 (6)
- Анастасія Кузьміна (SVK), 1 (4)
- Магдалена Гвіздон (POL), 1 (2)
- Жан-Філіпп Леґеллек (CAN), 1 (1)
- Сіннове Солемдаль (NOR), 1 (1)
- Олена Підгрушна (UKR), 1 (1)
- Ондрей Моравець (CZE), 1 (1)

## Завершення виступів
- Міхаель Грайс (GER)
- Венсан Же (FRA)
- Дмитро Ярошенко (RUS)